# Beit Romano

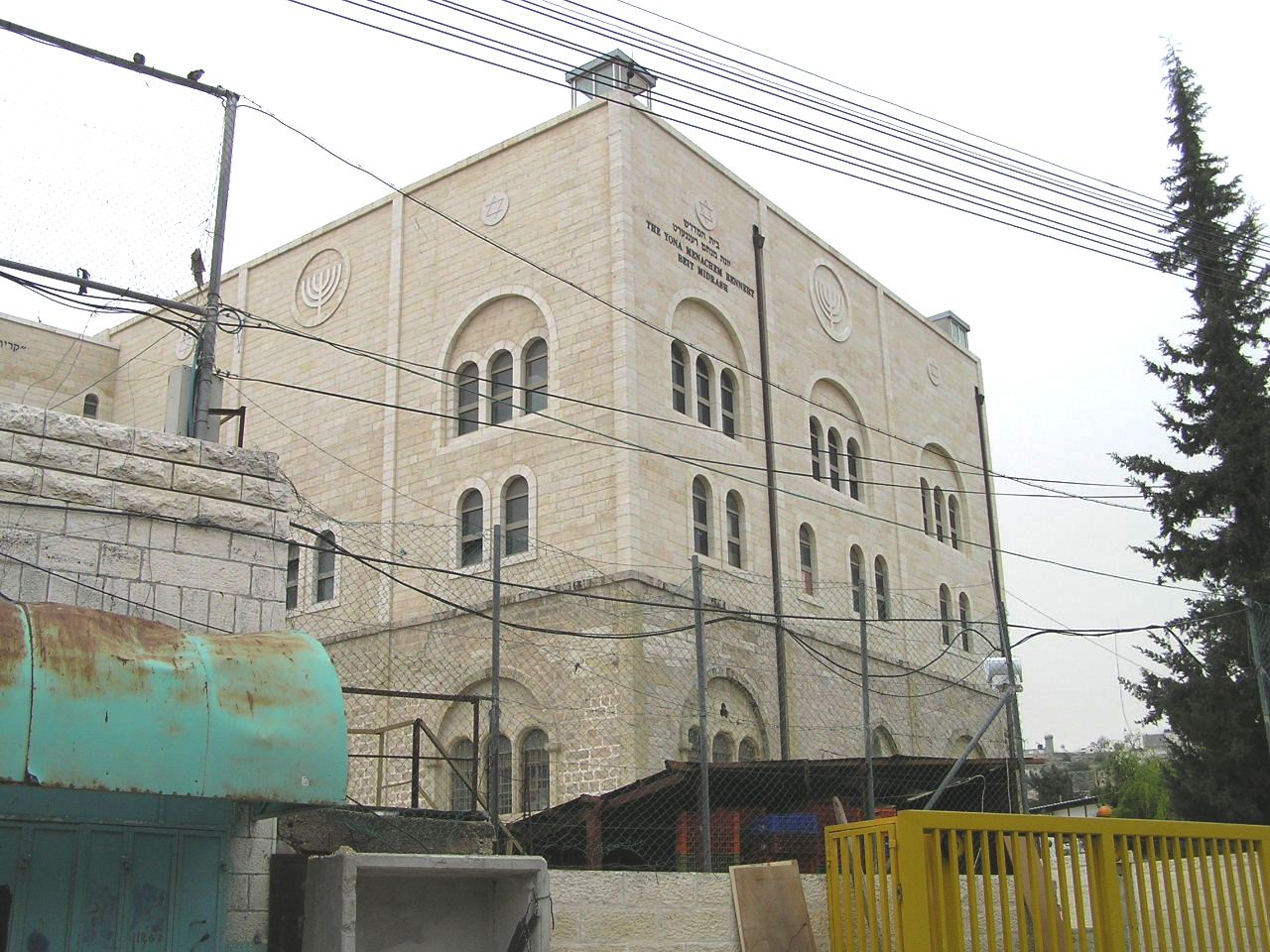
Le bâtiment Beit Romano sous protection de l'armée israélienne.

Beit Romano est une colonie israélienne, illégale au regard du droit international, située dans la vieille ville d'Hébron, en Cisjordanie, territoire palestinien occupé. La colonie se trouve dans la zone H2 de la ville scindée, sous contrôle de l'armée de défense d'Israël, dans laquelle vivent environ 30 000 palestiniens et où se trouve une enclave de peuplement juif de 600 à 800 habitants. Cette zone a connu de multiples cycles de violence dans le contexte de la poursuite des activités de colonisation.  
Elle se compose principalement de la Yeshivat Shavei Hevron pour l'étude du judaïsme et d'un camp militaire des forces israéliennes. 
La communauté internationale considère les colonies israéliennes en Cisjordanie comme illégales au regard du droit international. L’article 49 de la quatrième Convention de Genève stipule en effet qu’une « puissance occupante ne pourra procéder à la déportation ou au transfert d’une partie de sa propre population civile dans le territoire occupé par elle ». Cette disposition importante du droit international humanitaire est universellement comprise comme interdisant l’établissement de colonies israéliennes dans n’importe quelle partie des territoires palestiniens occupés, mais le gouvernement israélien le conteste.

## Histoire

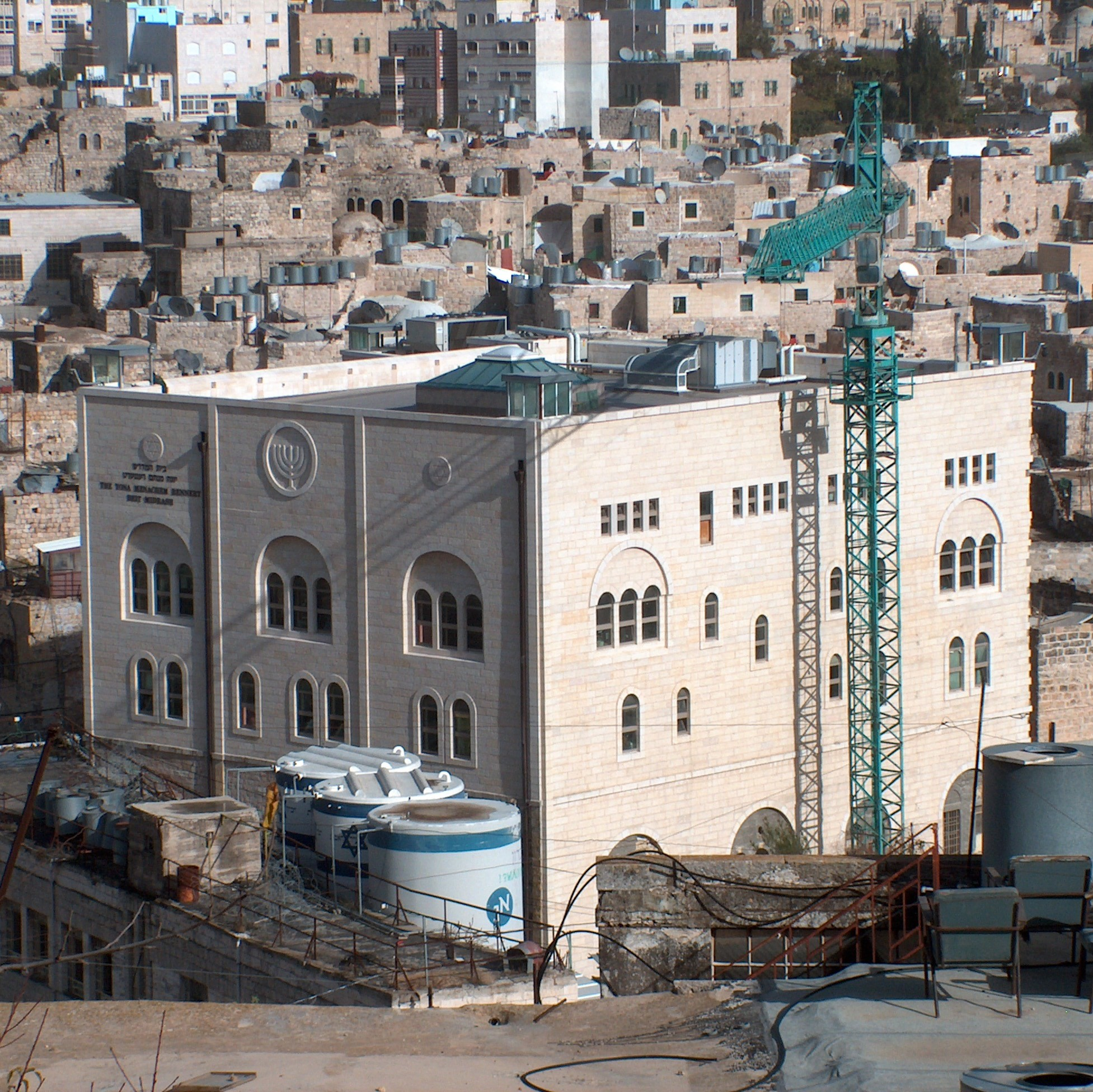
Yeshiva à Hébron.

Le bâtiment a été construit entre 1876 - 1875 sur une propriété appartenant à une famille palestinienne par Haim Yisrael Romano, un Juif de Constantinople, et servait de domicile aux séfarades turcs en visite. Le bâtiment comprenait une synagogue, appelée la synagogue Istanbuli. C'est là que le rabbin Chaim Hizkiyahu Medini, qui fut le grand rabbin séfarade de la ville, acheva son encyclopédie talmudique monumentale Sde Hemed (traduit de l'hébreu signifie « champs de grâce ») et enseigna la Torah entre 1901 et 1905. Le rabbin Medini a été enterré dans l'ancien cimetière d'Hébron.  
En 1912, le cinquième rabbin Loubavitch, Rabbi Sholom Dov Ber Schneersohn, du mouvement hassidique Chabad-Lubavitch, achète le bâtiment et les terrains environnants et a créé la Torat Emet Yeshiva. Les actes de propriété ottomans originaux du site sont actuellement exposés dans le bâtiment, avec d'autres documents juridiques et des photos des célèbres rabbins qui ont vécu et enseigné sur place. 
Le bâtiment a servi ensuite de quartier général et de poste de police jusqu'en 1917, date à laquelle il a été confisqué par les autorités britanniques mandataires et utilisé comme poste militaire. Après les massacres de 1929, les survivants juifs y ont été amenés, puis la communauté a fui la ville. Certains reviendront, mais partiront définitivement après la grande révolte arabe contre l’immigration juive et les autorités britanniques (1936-1939). En effet, ni sous mandat britannique, ni plus tard sous administration jordanienne, ils n’auront l’autorisation de regagner la ville. 
En 1948, la bâtisse est transformée en école pour garçons Osama ibn Mun-qidh (Madreset Osama). 
Depuis la fin de la guerre des Six Jours en 1967 et l’occupation de la Cisjordanie par Israël, l’installation des Juifs à Hébron est présentée comme un retour de la communauté. 
L'armée israélienne ferme l'école en même temps que la gare routière centrale au début des années 1980 pour des raisons de sécurité. Le 2 mai 1980, six jeunes Juifs sont assassinés par des Palestiniens dans Hébron. Le gouvernement donne alors le feu vert à l’installation officielle de Juifs dans la ville et finance la rénovation des habitations, qualifiant cette décision de « réponse sioniste adéquate » .
Le bâtiment redevient une Beit Yeshiva - une école d'études judaïques, tandis que la gare routière est utilisée comme centre militaire pour protéger les étudiants. Les deux zones sont rouvertes avec un nouvel objectif en 1983, quelques années après que le gouvernement israélien ait autorisé l'expansion et la réhabilitation de la colonie de Beit Romano. Pour répondre à la demande croissante des jeunes familles (des caravanes temporaires avaient été installées sur le site, malgré une forte opposition bureaucratique) des plans de développement sont élaborés pour un bâtiment de sept étages comprenant 28 appartements, y compris une école maternelle, une clinique médicale, un parking souterrain et un espace public ouvert. Les permis de construire officiels ont été obtenus en 2018.
En 2002, la Haute Cour de justice israélienne décide d'arrêter la construction de dortoirs supplémentaires pour les étudiants de la Yeshiva, qui avait commencé un an plus tôt. Puis, en 2008, la construction est autorisée à se poursuivre après avoir été approuvée par la Haute Cour de justice israélienne.
Actuellement, plus de 300 élèves fréquentent la yeshiva, qui est entourée de postes de garde militaires, dont certains sont situés sur le toit de l'école et sur celui de bâtiment palestiniens voisins.

## Situation politique

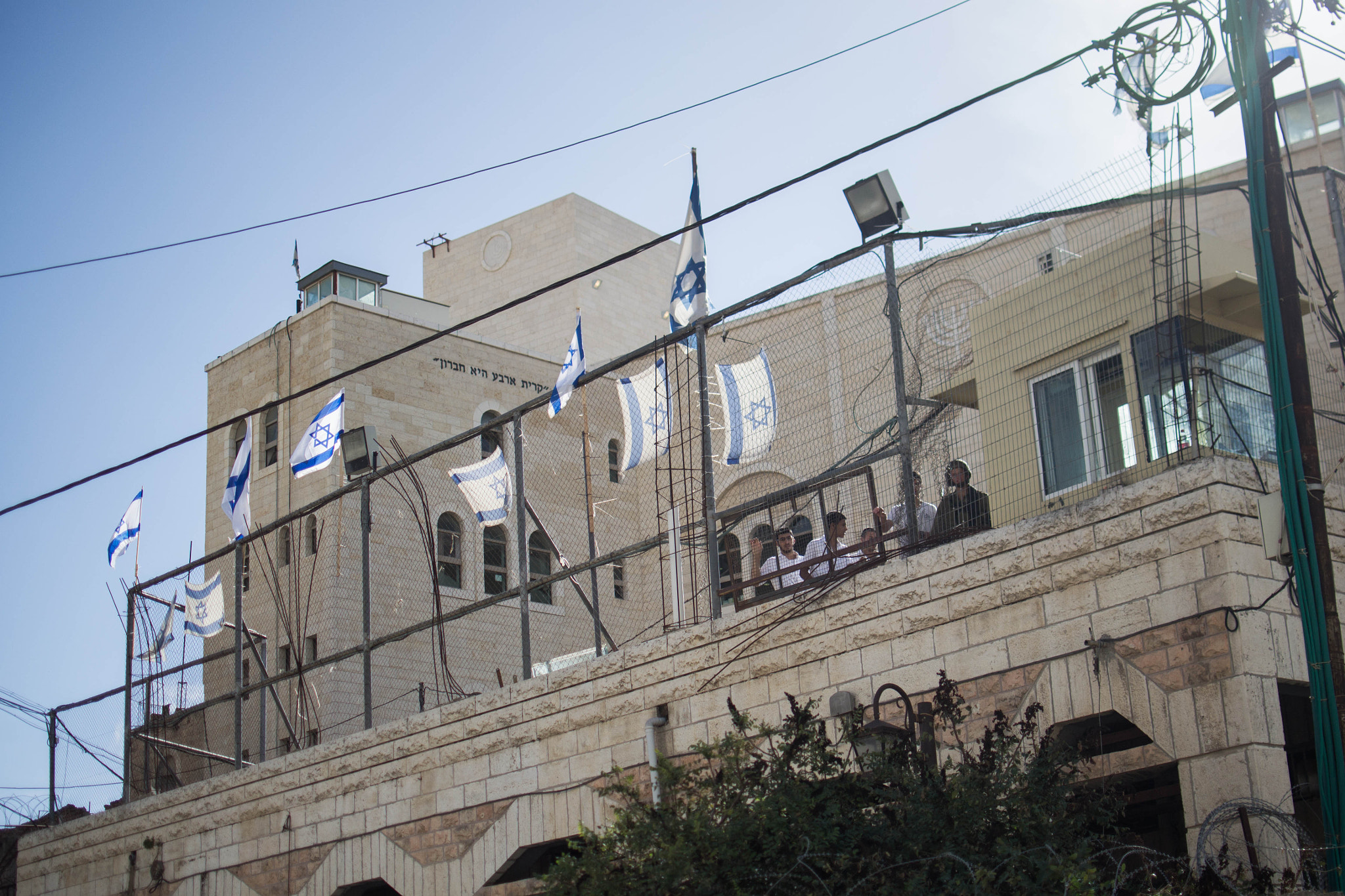
Beit Romano en 2015.

Contrairement à toutes les autres localités palestiniennes, à l'exception de Jérusalem-Est, Hébron a été la cible d'une intense activité de colonisation au cœur même de la ville, là où se trouvait autrefois son centre commercial. Ces activités, qui ont débuté quelques mois seulement après le début de l'occupation israélienne, ont entraîné la création de cinq colonies, comptant plusieurs centaines d'habitants : Beit Hadassah, Beit Romano, Tel Rumeida, Avraham Avinu, et Beit Hashalom. Certains de ces habitations appartenaient autrefois à des Juifs qui vivaient dans la ville avant même la création de l'État d'Israël.
Dès le début, le processus de colonisation dans la ville a déclenché un cycle d'attaques et de représailles violentes entre les colons israéliens et les résidents palestiniens, qui a fait un grand nombre de victimes des deux côtés. Invoquant la nécessité de prévenir les frictions entre les deux populations, les autorités israéliennes ont progressivement isolé le centre d'Hébron du reste de la ville, coupant la contiguïté entre ses zones sud et nord . Cette politique a été guidée par ce que les autorités israéliennes appellent le " principe de séparation ".
Les origines de cette politique remontent à 1994 lorsque, à la suite d'un massacre de fidèles musulmans par un colon israélien, Israël a mis en place un système pour réglementer l'accès séparé à la Mosquée Ibrahimi/ Tombeau des Patriarches. La division en deux zones à souveraineté partagée, H1 et H2, a été officialisée en janvier 1997 par la signature entre l’autorité palestinienne et le gouvernement israélien du protocole d’accord sur le redéploiement dans la ville d’Hébron.

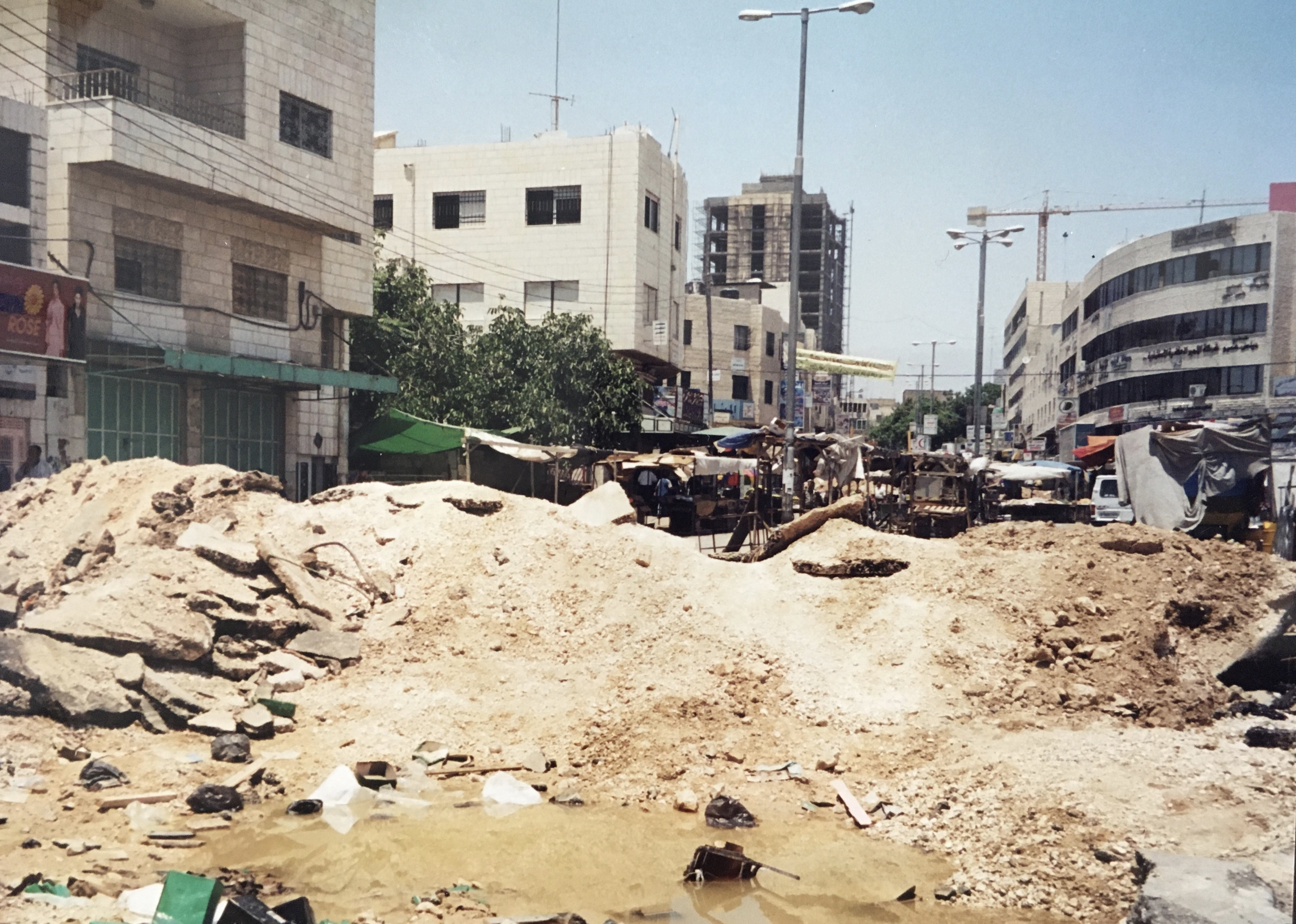
Hébron (2002). Limitation de mouvements, rues obstruées.

Toutefois, ce n'est qu'après le début de la deuxième Intifada en 2000, et l'augmentation du nombre d'attaques et de victimes des deux côtés, que la séparation des zones de colonies et de leurs environs du reste de la ville a été mise en œuvre de manière systématique.  Cette séparation s'est faite par le déploiement de points de contrôle supplémentaires et d'autres obstacles, ainsi que par l'imposition de restrictions d'accès à la circulation des Palestiniens. Pendant les trois premières années du soulèvement, Hébron connaîtra 377 jours de couvre-feu, dont un continu durant 182 jours. Dès le début de l’Intifada, des restrictions sans précédent sont imposées aux Palestiniens de la partie H2, provoquant un déplacement de population important vers l’ouest de la ville. En 2007, plus de 1 500 magasins de la zone H2 (soit près de 80 %) sont fermés, la moitié par décision militaire, l’autre à la suite du couvre-feu .
Outre la violence des colons et les restrictions d'accès, la vie des Palestiniens de H2 a été gravement affectée par les incursions et les raids constants des forces israéliennes dans leurs maisons, qui comprennent souvent la prise de possession temporaire de certaines pièces, ou de toits. Ces politiques et pratiques ont créé un environnement coercitif qui a porté atteinte aux conditions de vie des Palestiniens. Des milliers de personnes ont été contraintes de quitter la zone .
En septembre 2017, le Commandement central de l’armée israélienne élargi les pouvoirs municipaux des résidents juifs de Hébron. Selon les fonctionnaires, cette décision permettrait de renforcer la communauté dans la cité divisée en Cisjordanie. L’ordonnance transfère la responsabilité des besoins en infrastructure des résidents, y compris l’électricité, l’entretien des routes et les eaux usées des Palestiniens au comité municipal de Hébron qui est sous la juridiction du ministère de l’Intérieur d’Israël. Cette décision a été vivement critiquée par l’ONG La Paix Maintenant . 
En janvier 2019 le premier ministre israélien Benjamin Netanyahu annonce que son pays ne renouvellera pas le mandat de la Présence internationale temporaire à Hébron (TIPH) : "Nous n'autoriserons pas la poursuite de la présence d'une force internationale qui agit contre nous". Cette mission d'observation civile était composée d'observateurs venant du Danemark, d'Italie, de Norvège, de Suède, de Suisse, et de Turquie. Cette décision est jugée regrettable par La Suisse et les quatre autres pays ayant déployé des observateurs à Hébron, qui rejettent les accusations de l'Etat hébreu. La communauté juive d'Hébron a quant à elle salué cette décision .
En octobre 2020, le gouvernement israélien donne son feu vert à l'octroi de permis de construction pour 31 nouvelles unités dans la vieille ville, une première depuis deux décennies. Le début des travaux intervient alors que le nouveau gouvernement israélien de coalition, qui a mis fin en juin dernier à 12 ans de règne de Benjamin Netanyahu, a entamé des discussions avec l'Autorité palestinienne afin d'améliorer la vie quotidienne des Palestiniens sans aborder la question du processus de paix.

## Idéologies et territoire
(octobre 2021).
- Si vous ne connaissez pas le sujet, laissez ce bandeau (vous pouvez alors contacter les auteurs).
- Si vous supprimez le contenu mis en cause (vous pouvez préalablement contacter les auteurs),

argumentez précisément cette suppression dans la page de discussion
(un manque de référence n'est pas un argument ; une recherche réelle de référence doit avoir été effectuée, être formellement documentée).
Le conflit israélo-palestinien met en confrontation, sur le même territoire, deux discours nationalistes. L'un s'articule sur l'idée d'un retour en « Terre promise » l'autre autour du « rassemblement des exilés ».
L’État d’Israël n’a jamais officiellement défini ses frontières et a mis en place, à la suite de la guerre des Six Jours, une politique de colonisation des territoires nouvellement occupés s’appuyant sur le « droit historique » du peuple juif en Palestine . Les Palestiniens ne possèdent toujours pas d’État qui leur soit propre. Le nationalisme palestinien s’appuie dès lors sur la libération de la Palestine et la revendication d’un État. Pour les uns, la Cisjordanie est un espace libéré, pour les autres c’est un territoire occupé. 
Pour les colons, Hébron se situe en Judée : leur présence sur ce territoire est légitime et ils ne se reconnaissent pas en tant que colons, mais en tant que juifs d’Hébron. Ils sont souvent présentés comme les tenants d’une idéologie extrémiste, nourrie d’arguments religieux et historiques. La communauté juive d’Hébron se revendique comme la plus ancienne de Palestine avec une présence continue depuis 3 800 ans. Pour elle, Hébron est une place religieuse de premier ordre. La présence du caveau des Patriarches – qui, selon la tradition religieuse, renfermerait les dépouilles d’Abraham, le père des peuples, de son fils Isaac, le père des Hébreux, de son fils Jacob et de leurs épouses – en fait une ville sainte dans la religion juive. L’implantation de juifs à Hébron, comme dans le reste de la Cisjordanie, répond également à des motivations sionistes : la nécessité de peupler et d’exploiter la terre d’Eretz Israël,  et la ville d’Hébron est partie intégrante de cette représentation territoriale.  Ils sont soutenus politiquement et reçoivent une ample aide financière. Il n'existe cependant aucun lien de parenté entre les nouveaux colons et les vieilles familles traditionnelles de juifs d'Hébron, qui s'opposent vigoureusement à la nouvelle présence des colons dans la ville.  
Pour les Palestiniens, la ville a également une importance religieuse particulière, et l'enjeu principal est de résister à la colonisation de la ville. La mosquée d’Ibrahim, suivant la tradition religieuse, recèlerait les sépultures des Patriarches dont celle d’Abraham, le père des peuples, dont l’un des fils, Ismaël, est le père des Arabes. Hebron est une ville sainte pour les musulmans, la deuxième en Palestine après Al Qods (Jérusalem). 